# This Is the Life (singolo Amy Macdonald)
This Is the Life è un brano musicale composto ed interpretato dalla cantautrice scozzese Amy Macdonald ed estratto come singolo dall'album del 2007 This Is the Life. È stato pubblicato l’11 dicembre 2007 nel Regno Unito e a partire dall'aprile 2008 nel resto d'Europa, ottenendo più o meno ovunque un ottimo riscontro di pubblico. Il brano si è piazzato all'8º posto dei brani più venduti in Italia nel 2009.

## Video musicale
Il video prodotto per This Is the Life è stato diretto dalla regista Lindy Heyman e prodotto da Malachy Mcanenny nel 2007. Il video ruota principalmente intorno alla cantante Amy McDonald, insieme ad alcuni amici, in giro per locali. Alle sequenze principali vengono intervallate alcune fotografie della cantante.

## Tracce
CD Single
1. This Is The Life – 3:05
2. This Much Is True – 2:44

## Classifiche
| Classifica (2008) | Posizione massima |
| ----------------- | ----------------- |
| Austria           | 1                 |
| Belgio (Flanders) | 1                 |
| Belgio (Wallonia) | 1                 |
| Danimarca         | 8                 |
| Europa            | 2                 |
| Francia           | 2                 |
| Germania          | 2                 |
| Grecia            | 1                 |
| Italia            | 2                 |
| Norvegia          | 1                 |
| Paesi Bassi       | 1                 |
| Regno Unito       | 28                |
| Repubblica Ceca   | 1                 |
| Svezia            | 3                 |
| Svizzera          | 1                 |